# Лана Рой
Ла́на Рой (англ. Lana Roy; настоящее имя — Мила́на Наи́льевна Гане́ева; род. 2 июля 1997 года в Сарове, Россия) — российская порноактриса. Лауреат премии XBIZ Europa Award в категории «Лучшая новая старлетка» (2020).

## Карьера
Пришла в индустрию для взрослых в конце 2018 года в возрасте 21 года. Одной из первых работ в порно стала сцена для сайта LifeSelector. Снимается преимущественно в хардкор-сценах (анальный секс, двойное проникновение), но также принимает участие в традиционных, лесбийских и межрасовых категориях сцен.
Снимается для студий 21Sextury, DDF Network, Evil Angel, Immoral Live, Nubiles, Private, True Amateurs, Tushy, Video Marc Dorcel и многих других.
В октябре 2020 года была объявлена лауреатом премии XBIZ Europa Award в основной категории «Лучшая новая старлетка», при этом став второй после Лии Сильвер российской актрисой, победившей в данной категории.
Общее количество сцен и фильмов по данным сайта IAFD на октябрь 2020 года — 65.

## Награды и номинации
| Год  | Награда           | Результат | Категория | Фильм                                 |
| ---- | ----------------- | --------- | --- | ------------------------------------- |
| 2020 | XBIZ Europa Award | Победа    | Лучшая новая старлетка | н/д                                   |
| 2020 | XBIZ Europa Award | Номинация | Лучшая сцена секса — гонзо (вместе с Майком Анджело и Саби)                                                                                                  | FantASStic DP 37                      |
| 2021 | AVN Award         | Номинация | Лучшая лесбийская сцена в иностранном фильме (вместе с Альей Старк, Анастасией Бруклин, Вивьен Нувелль, Зази Скимм, Мией Сплит, Ребеккой Вольпетти и Эйслин) | Lust & Dance (из Rocco: Pure Fitness) |
| 2021 | AVN Award         | Номинация | Лучшая новая иностранная старлетка | н/д                                   |
| 2021 | AVN Award         | Номинация | Награда поклонников: самый горячий новичок | н/д                                   |
| 2023 | AVN Award         | Номинация | Лучшая международная сцена группового секса (вместе с Кристофом Кейлом и Шалиной Дивайн)                                                                     | A Lovely Au Pair — Scene 5            |

## Избранная фильмография
- 2019 — FantASStic DP 37
- 2020 — Anal Threesomes By Private 2
- 2020 — Asshole Fever 11
- 2020 — Maids on Duty 2
- 2020 — Mariska, Executive Secretary
- 2020 — Pornochic 32: Avi and Lana[6]
- 2020 — Private Specials 290: Black POVs
- 2020 — Rocco: Pure Fitness[7]
- 2020 — Russian Institute: the Headmistress’ Daughter